# Pezzi di vita
Pezzi di vita è un album del cantautore italiano Enrico Ruggeri, pubblicato il 14 aprile 2015 e distribuito da Sony Music.
L'album è composto da due CD, il primo contenente dieci brani inediti, fra cui i singoli estratti Tre signori e Centri commerciali, il secondo contenente quattordici pezzi storici dell'artista, da lui rivisitati con la sua band sotto una nuova chiave musicale.
L'album rimane in classifica per 5 settimane raggiungendo discreti livelli di vendita.

## Tracce
CD 1
1. Sono io quello per strada - 3:04
2. Fatti rispettare - 3:41
3. Centri commerciali - 4:10
4. Il treno del nord - 4:13
5. Hai ragione! - 3:39
6. Il re lucertola - 3:01
7. La statua senza nome - 4:12
8. Tre Signori - 3:28
9. Un pezzo di vita - 3:37
10. Perdersi nel tempo - 1:54

CD 2
1. Contessa - 3:08
2. Vivo da re - 4:12
3. Senorita - 2:29
4. Polvere - 4:18
5. Nuovo swing - 4:00
6. La donna vera - 3:23
7. Il mare d'inverno - 5:45
8. Il futuro è un'ipotesi - 4:41
9. Vecchio frac - 3:33
10. Poco più di niente - 5:03
11. Confusi in un playback - 4:51
12. Fantasmi di città - 3:15
13. Con la memoria - 3:15
14. L'ultimo pensiero - 2:22

## Formazione
- Enrico Ruggeri – voce, tastiera
- Luigi Schiavone – chitarra, programmazione, basso, tastiera
- Francesco Luppi – tastiera, pianoforte
- Marco Orsi – batteria
- Fabrizio Palermo – basso, cori, tastiera
- Stefania Schiavone – pianoforte
- Andrea Mirò – violino, cori
- Davide Brambilla – tromba

## Classifica FIMI
| Posizione | 13 | 24 | 33 | 63 | 92 | - |